# Miculà Dematteis
Miculà Dematteis (Rore di Sampeyre, 14 novembre 1983) è un ex ciclista su strada italiano, professionista dal 2006 al 2007.

## Carriera
Nella categoria Under-23 ha militato tra la più importanti squadre italiane, dal 2002 al 2004 alla San Pellegrino-Bottoli-Artoni (divenuta nel 2003 e nel 2004 soltanto Bottoli-Artoni) e nel 2005 nella Zalf-Désirée-Fior. Nel 2005 ha vinto una tappa al Giro del Veneto e delle Dolomiti ed è giunto secondo nella classifica finale; in questa categoria si è messo in evidenza nelle corse a tappe, giungendo secondo al Giro Ciclistico Pesche Nettarine di Romagna nel 2002, quarto al Baby Giro e quinto al Giro delle Valli Cuneesi nel 2004, quarto al Giro delle Valli Cuneesi e secondo al Gran Premio Palio del Recioto nel 2005.
È diventato professionista dal 2006 nella Tenax. Nel 2006 ha ottenuto il quindicesimo posto in classifica generale al Rothaus Regio-Tour, breve corsa a tappe in Germania, oltre a numerosi piazzamenti. Nel 2007 è stato confermato, e ha corso nella Tenax-Menikini: in questa stagione ha ottenuto numerosi piazzamenti, tra i quali spiccano il 17º posto alla Milano-Torino e il medesimo risultato nella prima edizione della Monte Paschi Eroica. Nell'estate 2007 è salito alla ribalta per aver scritto una lettera a Candido Cannavò, pubblicata sul sito de La Gazzetta dello Sport, in cui criticava il "direttore" per aver affermato che tutti i ciclisti assumono sostanze dopanti. Nei primi giorni di dicembre del 2007 è stato quindi intervistato da Marco Pastonesi de La Gazzetta dello Sport.
Nel 2008 ha corso per una squadra dilettantistica francese, il Bike Club Vallauris. A marzo ottiene la prima vittoria stagionale al Grand Prix de Carqueiranne, corsa élite; a marzo vince quindi una piccola corsa a tappe, il Grand Prix de Garéoult, e giunge secondo in un'altra gara a tappe, il Circuit de Saône-et-Loire.
In Italia partecipa a numerose gare internazionali conseguendo il secondo posto nella quarta tappa del Giro della Valle d'Aosta e la nona piazza nella classifica generale finale. In ottobre firma un contratto per il 2009 con una nuova squadra professionistica, il Team TelTek-H2O, avendo quindi la possibilità di tornare nel mondo professionistico. La squadra però fallisce prima di essere divenuta attiva. Dematteis intraprende l'attività tra gli amatori nelle granfondo vincendo la coppa del mondo di categoria.

## Palmarès
- 2005 (Zalf-Désirée-Fior, dilettanti)

4ª tappa Giro del Veneto e delle Dolomiti

## Piazzamenti

### Classiche
- Giro di Lombardia

2007: 59º